# Георгієвка (Томський район)
Геор́гієвка (рос. Георгиевка) — присілок у складі Томського району Томської області, Росія. Входить до складу Наумовського сільського поселення.

## Населення
Населення — 33 особи (2010; 24 у 2002).
Національний склад (станом на 2002 рік):
- росіяни — 88 %